# Пучежское городское поселение
Пуче́жское городско́е поселе́ние — муниципальное образование в составе Пучежского района Ивановской области. 
Административный центр — город Пучеж.

## История
Пучежское городское поселение образовано 25 февраля 2005 года в соответствии с Законом Ивановской области № 49-ОЗ. 

## Население
| 2002   | 2010  | 2011  | 2012  | 2013  | 2014  | 2015  |
| ------ | ----- | ----- | ----- | ----- | ----- | ----- |
| 10 345 | ↘8588 | ↘8546 | ↘8159 | ↘7868 | ↘7624 | ↘7463 |
| 2016   | 2017  | 2018  | 2019  | 2020  | 2021  |       |
| ↘7284  | ↘7078 | ↘6813 | ↘6477 | ↘6255 | ↗6879 |       |

## Состав городского поселения
| № | Населённый пункт | Тип населённого пункта        | Население |
| - | ---------------- | ----------------------------- | --------- |
| 1 | Пучеж            | город, административный центр | ↗6879     |